# ОУН-УПА. Війна на два фронти
«ОУН-УПА. Війна на два фронти» — український телевізійний документальний фільм про ОУН-УПА.

## Інформація про фільм
Спеціальний репортаж телеканалу НТН на тему боротьби ОУН-УПА. Інформацію подано досить об'єктивно. Непоганий матеріал для попереднього ознайомлення з історією ОУН-УПА.